# Di Grine Kuzine
Di Grine Kuzine ist eine deutsche Band, die osteuropäische (Klezmer, Volkslieder) und westeuropäische (Pop, Ska, Latin) Einflüsse zu verbinden sucht ("Eastern Roots – Western Beats")
Di Grine Kuzine wurde 1993 in Berlin gegründet. Benannt hat sie sich nach einem Klezmer-Klassiker aus dem Jahr 1921, Di grine kuzine von Abe Schwartz, einem berühmten Lied über ein russisch-jüdisches Einwanderermädchen in Amerika.

## Diskografie

### Alben
- 1999: Klezmer’s Paradise
- 2001: Feribot (T3 Records)
- 2003: Funky Pukanky (T3 Records)
- 2006: Berlin Wedding (Skycap records CAP 027) mit Georgi Gogow (City, NO 55) als Gast auf 2 Titeln
- 2010: Everybody's Child (Flowfish Records)
- 2018: Liebe übrig (ZuG Records)

### Samplerbeiträge
- 2001: Preisträger von Musica Vitale (Oriente)
- 2001: Bardentreffen 2001 (Heartmoon records)
- 2006: Masala Weltbeat No 3 (flow.fish records)
- 2006: Made in Germany – The World of German Grooves (lola’s world records)
- ..... Klezmer in Germany and many others

## Auszeichnungen
- 2000: Musica Vitale – Weltmusikpreis für Berlin-Brandenburg
- 2002: RUTH – Der deutsche Weltmusikpreis
- 2004: Ostwelle – Preisträger für das beste Berlin-Lied